# Al-Awja
Al-Awja (arabe : العوجا) est un village de la province de Salah ad-Din à 13 kilomètres de la ville de Tikrit, en Irak

## Géographie
Le village est situé à une dizaine de kilomètres au sud de Tikrit.

## Histoire
C'est le lieu de naissance de Saddam Hussein, dirigeant de l'Irak entre 1979 et 2003. Le lendemain de l'exécution de ce dernier le 30 décembre 2006, sa dépouille est enterrée dans un bâtiment construit au centre du village durant sa présidence et qui était destiné à honorer les morts (34° 31′ 47″ N, 43° 42′ 15″ E). Ses fils Oudaï et Qoussaï, ainsi que son oncle reposent à ses côtés. En mars 2015, lors de l'offensive de l'armée irakienne pour reprendre Tikrit au groupe « État islamique », le bâtiment est entièrement détruit au cours des combats. On apprend à cette occasion, que le corps de l'ancien dictateur a été déplacé par des proches plusieurs mois auparavant afin d'être soustrait à une éventuelle profanation.